# Piper phuwuaense
Piper phuwuaense är en pepparväxtart som beskrevs av Chaveer. & Tanee. Piper phuwuaense ingår i släktet Piper och familjen pepparväxter. Inga underarter finns listade i Catalogue of Life.